# Samburu National Reserve

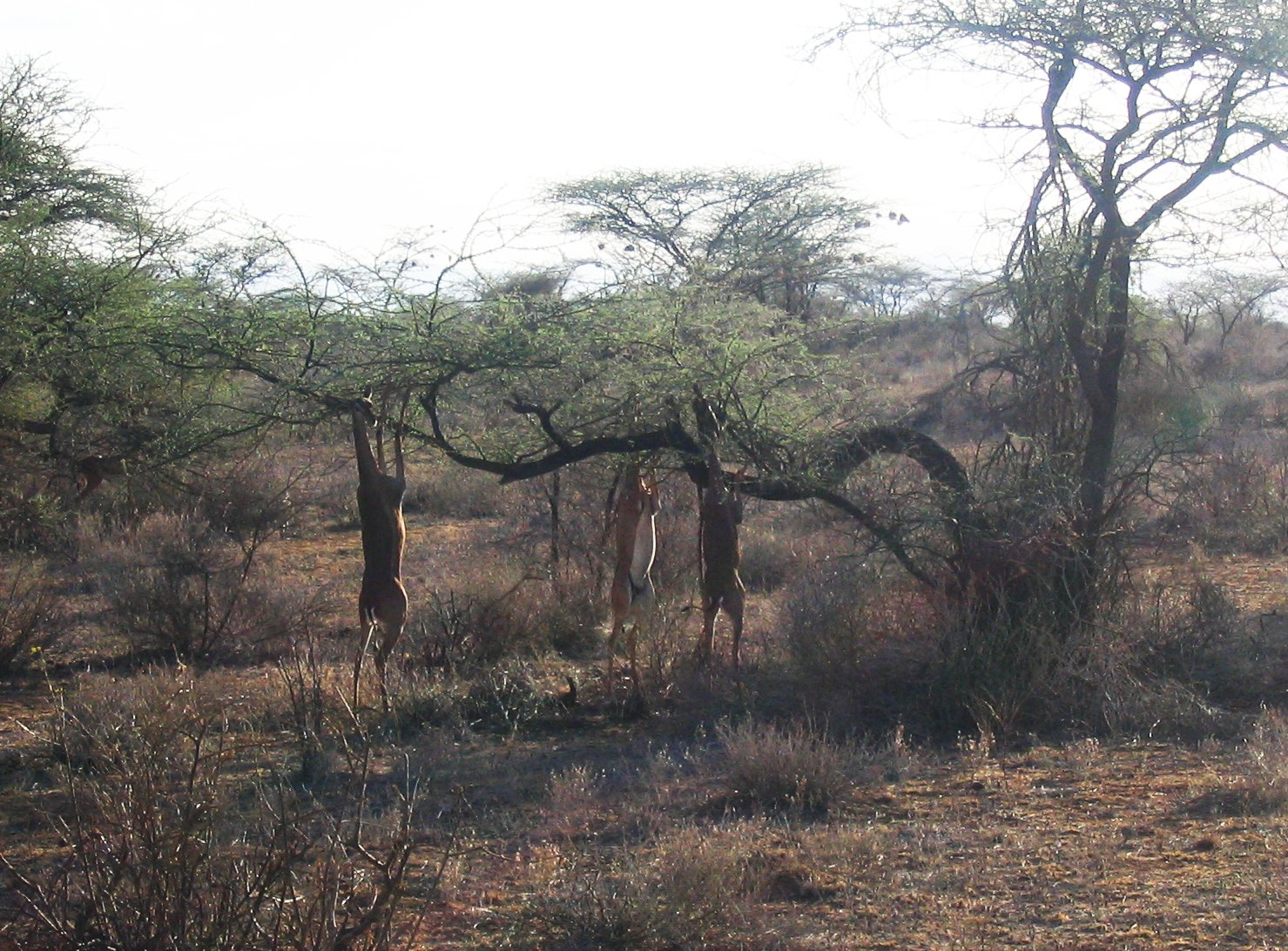
Giraffengazellen in Samburu

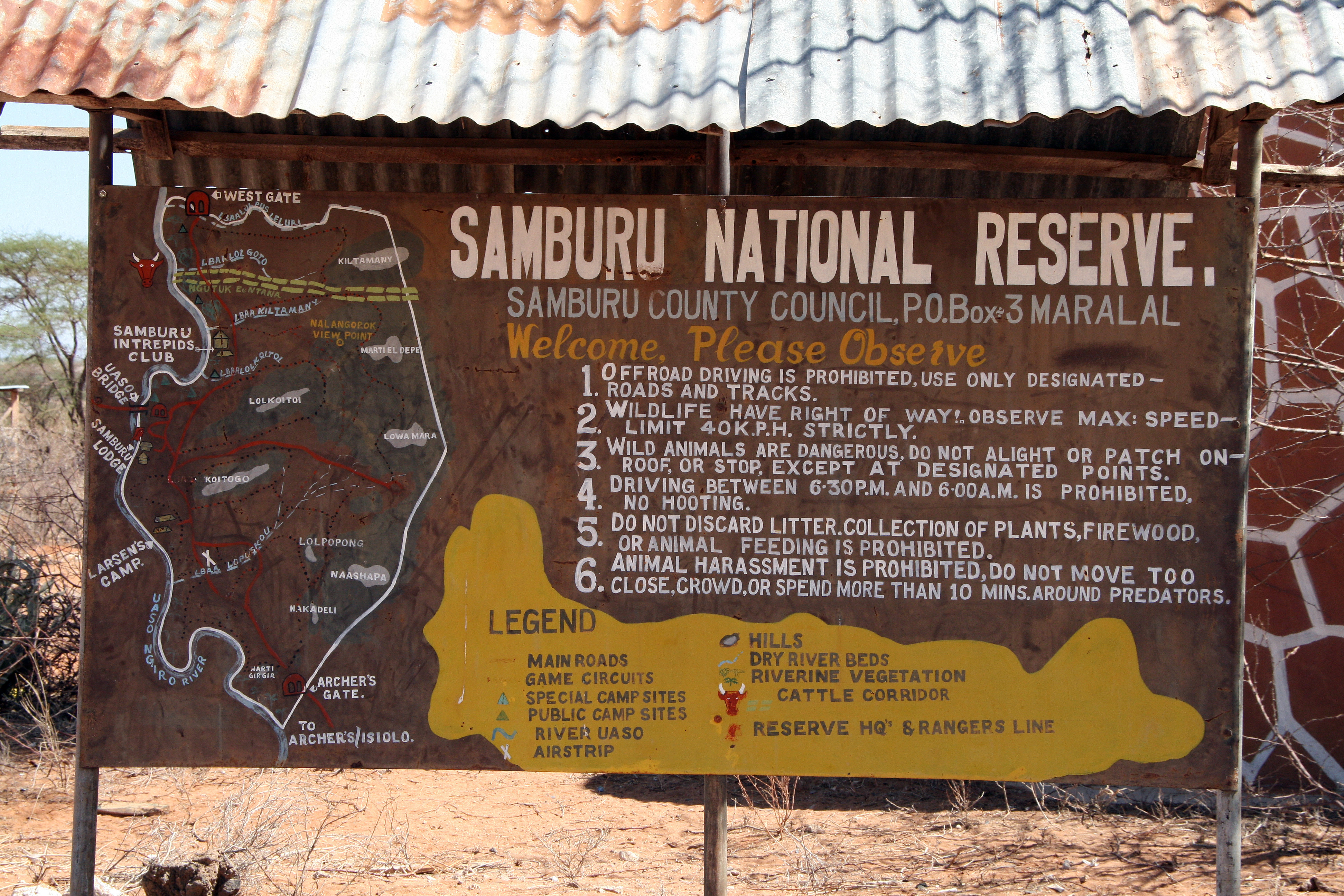
Hinweisschild mit Karte und Regeln des Reservats

Das Samburu-Nationalreservat (englisch Samburu National Reserve) ist ein 165 km² großes Naturschutzgebiet im Zentrum Kenias.
Es liegt im Samburu County am Fluss Uaso Nyiro, etwa 350 km nördlich von Nairobi und grenzt an das Buffalo-Springs-Nationalreservat, mit dem es eine Einheit bildet. Das einige Kilometer östlicher gelegene Shaba-Nationalreservat gehört zum gleichen ökologischen Gebiet. Das Samburu-Nationalreservat steigt von 850 m im Westen auf 1250 m im Osten an.
Es ist bei einem Jahresniederschlag von unter 400 mm durch Trockenheit gekennzeichnet. Trockenes Buschland und offene Grasflächen sind die vorherrschenden Vegetationsformen. Lediglich der Uaso Nyeru ist von einem schmalen Galeriewald gesäumt. Es gibt einige von Trockenbüschen bewachsene Berge.
Charakteristisch sind Arten sehr trockener Lebensräume, wie Oryxantilopen, Gerenuks, Grantgazellen, zwei Dikdikarten und Grevyzebras. Ebenfalls typisch für die Region sind die Netzgiraffen, die sich durch ihre besonders kontrastreiche Färbung von anderen Giraffen-Unterarten unterscheiden. Weitere Huftierarten des Reservates sind Elenantilopen und Wasserböcke. Unter den Raubtieren sind besonders Löwen, Leoparden, Geparden und Streifenhyänen hervorzuheben. Gerade die Leoparden sind hier weniger scheu als andernorts, da sie lange Zeit mit Ködern angelockt wurden. An Vögeln kommen hier unter anderem Geierperlhühner und Strauße vor. Darüber hinaus zeichnet sich der Park durch große Elefantenherden und zahlreiche andere Wildarten wie Wasserböcke und Nilkrokodile aus. Allerdings sind die Elefantenbestände nicht mehr konstant. Die Zahl derselben im Samburu-, Buffalo-Springs- und Shaba-Nationalreservat betrug 1973 noch 2500, 1976/1977 hatte sie sich auf 531 verringert. Von Norden her wandern gelegentlich Herden ein, die deutlich scheuer als ihre ortsansässigen Artgenossen sind, welche den hier besonders ausgeprägten Massentourismus gewohnt sind. Doch der Uaso Nyero, der ehemals ganzjährig Wasser führte, trocknet seit Ende der 1970er Jahre manchmal aus, weil stromaufwärts zu viel Wasser für die Landwirtschaft entnommen wird. Sollte die jährliche Wassermenge weiter abnehmen, wird das Gebiet für Elefanten untauglich werden.

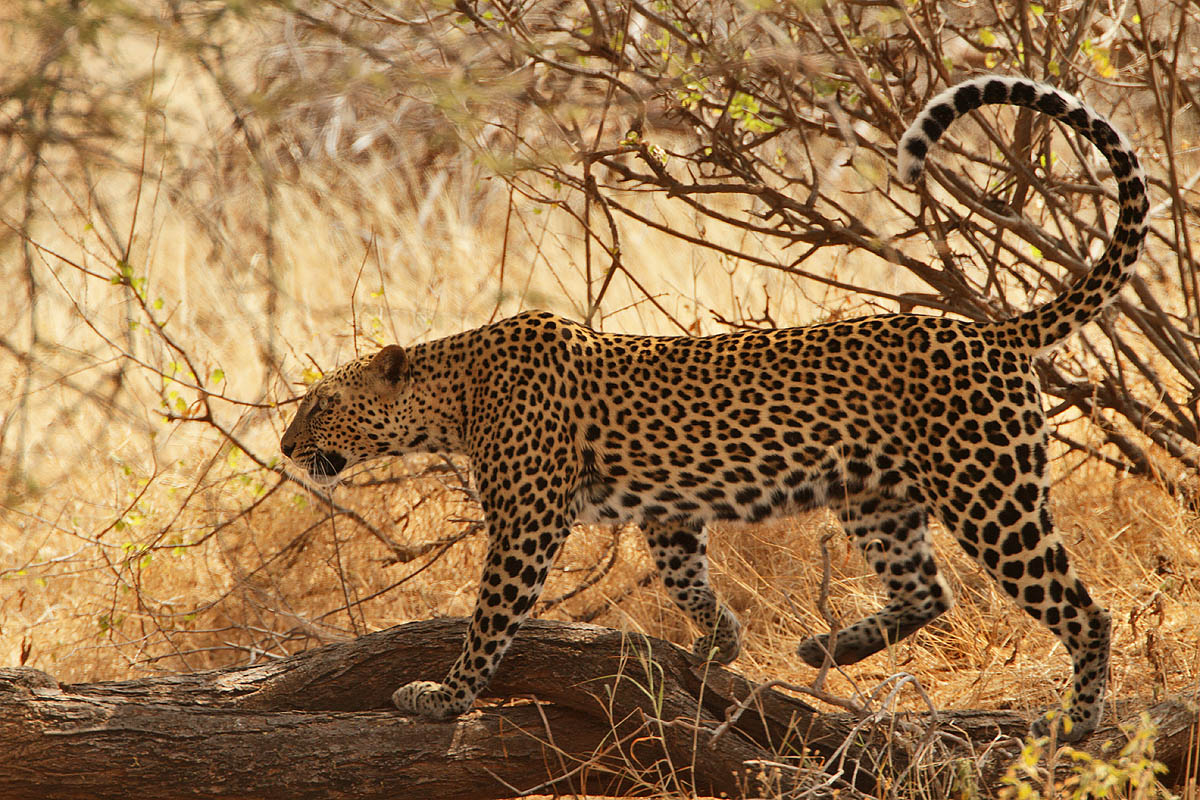
Leopard
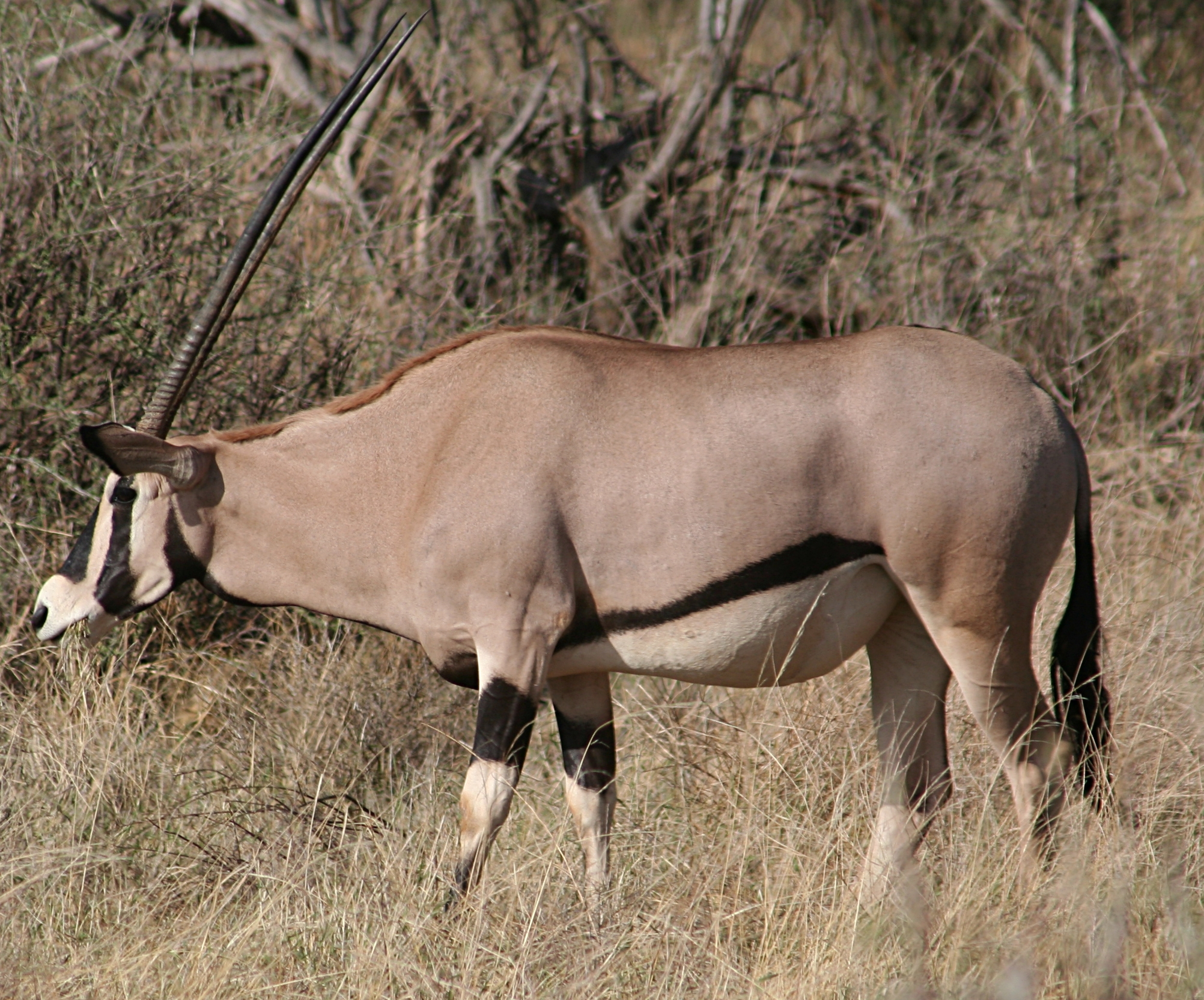
Ostafrikanische Oryxantilope
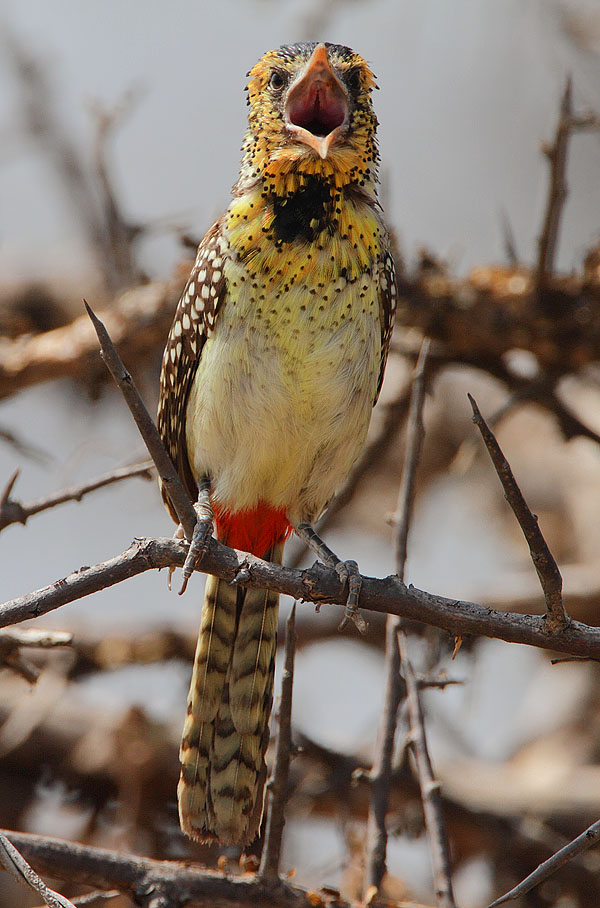
Ohrfleck-Bartvogel
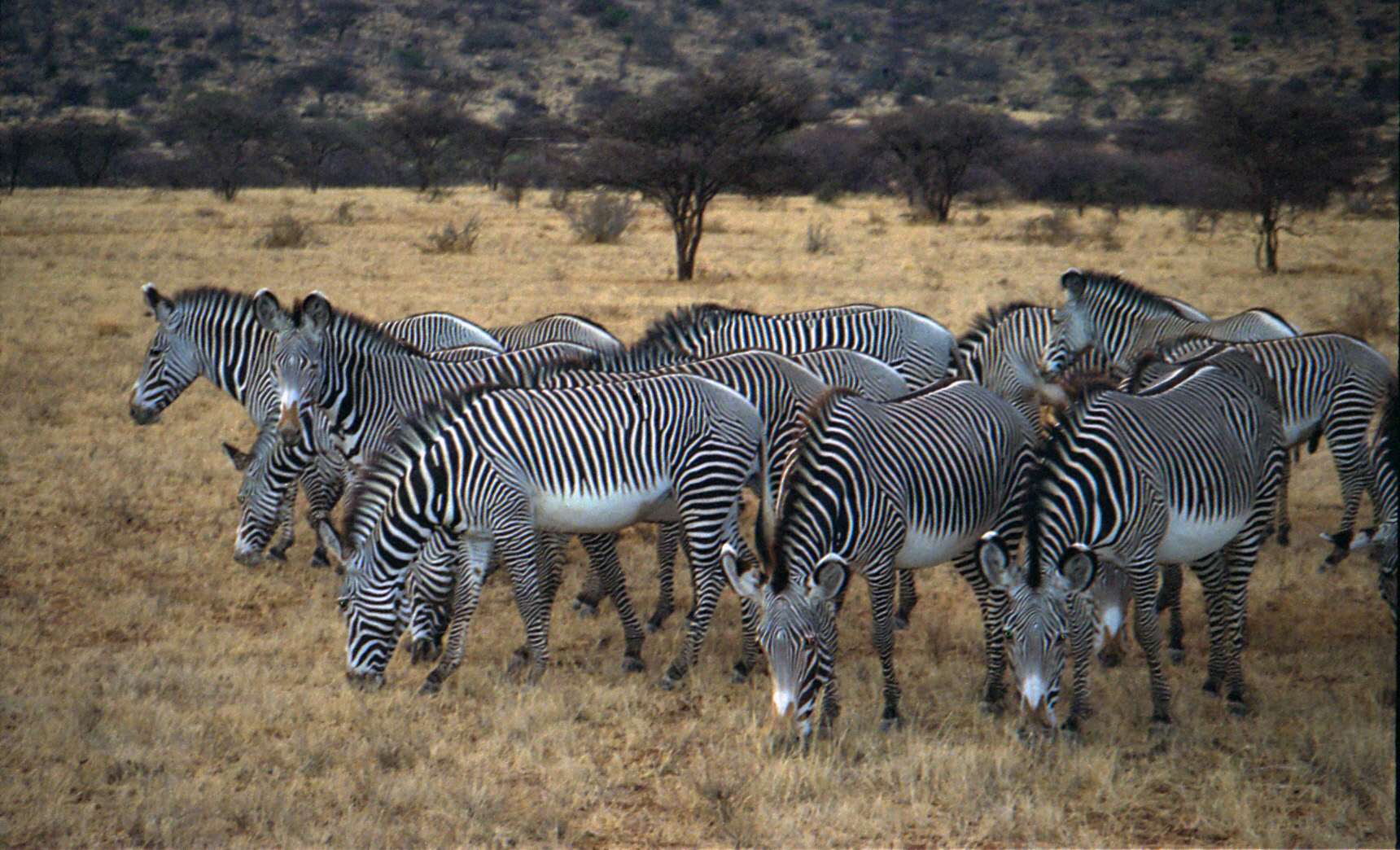
Grevyzebras
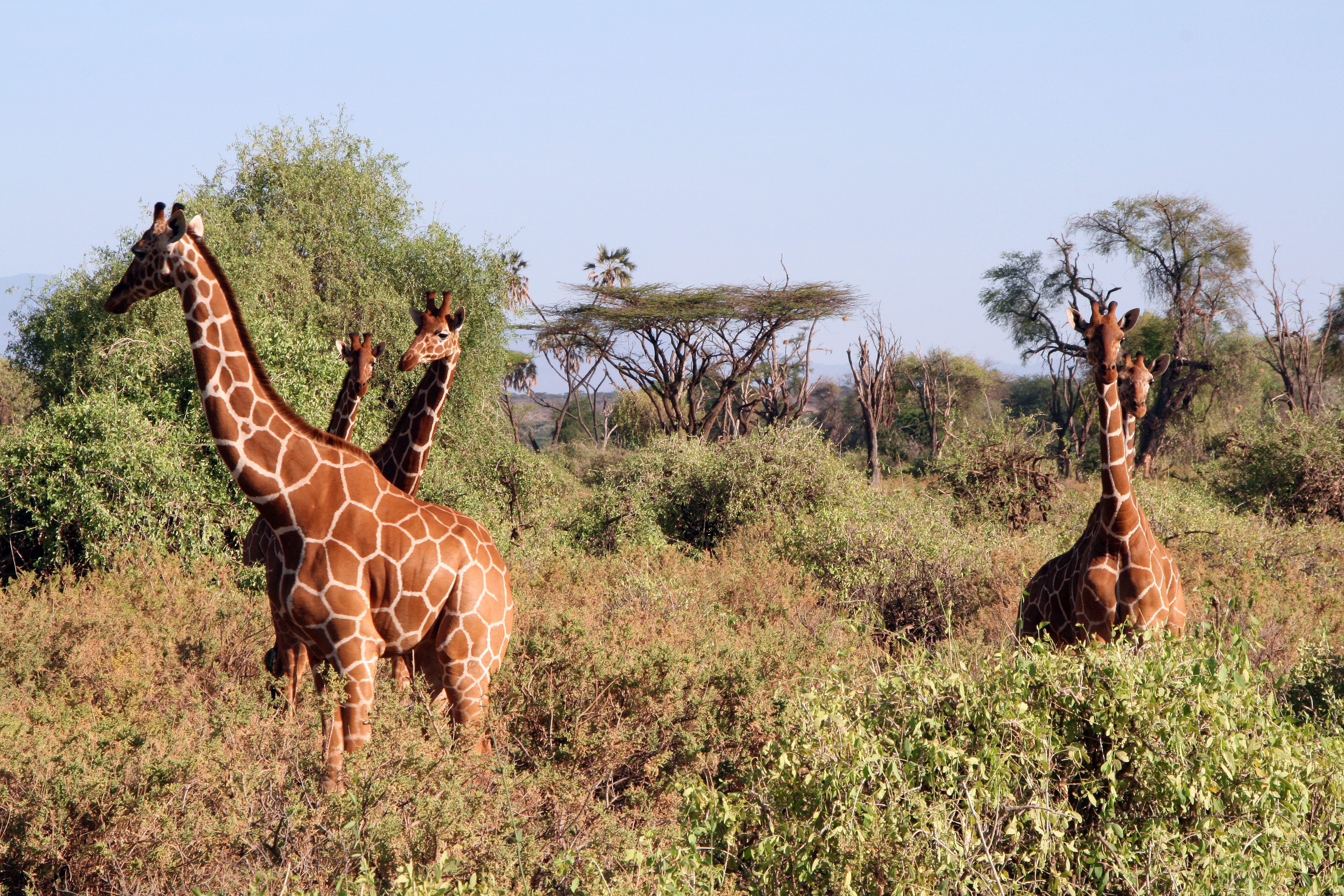
Netzgiraffen
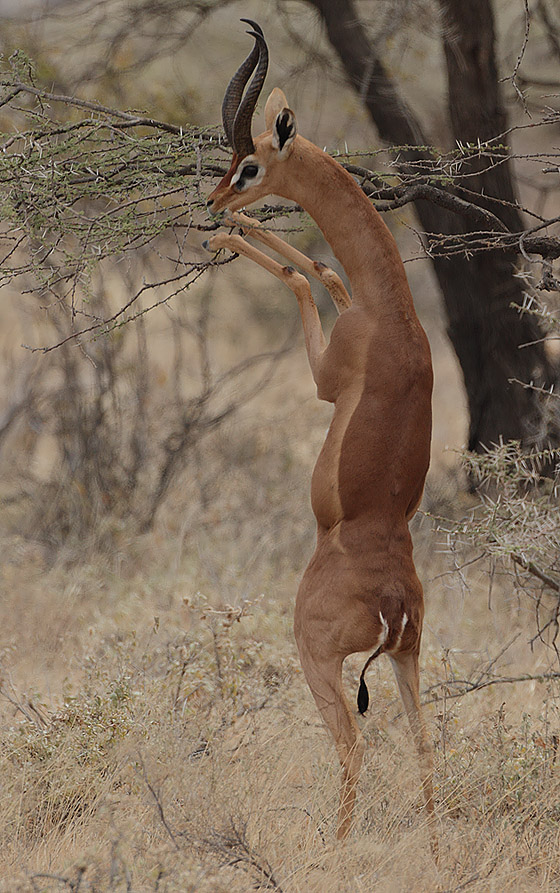
Giraffengazelle
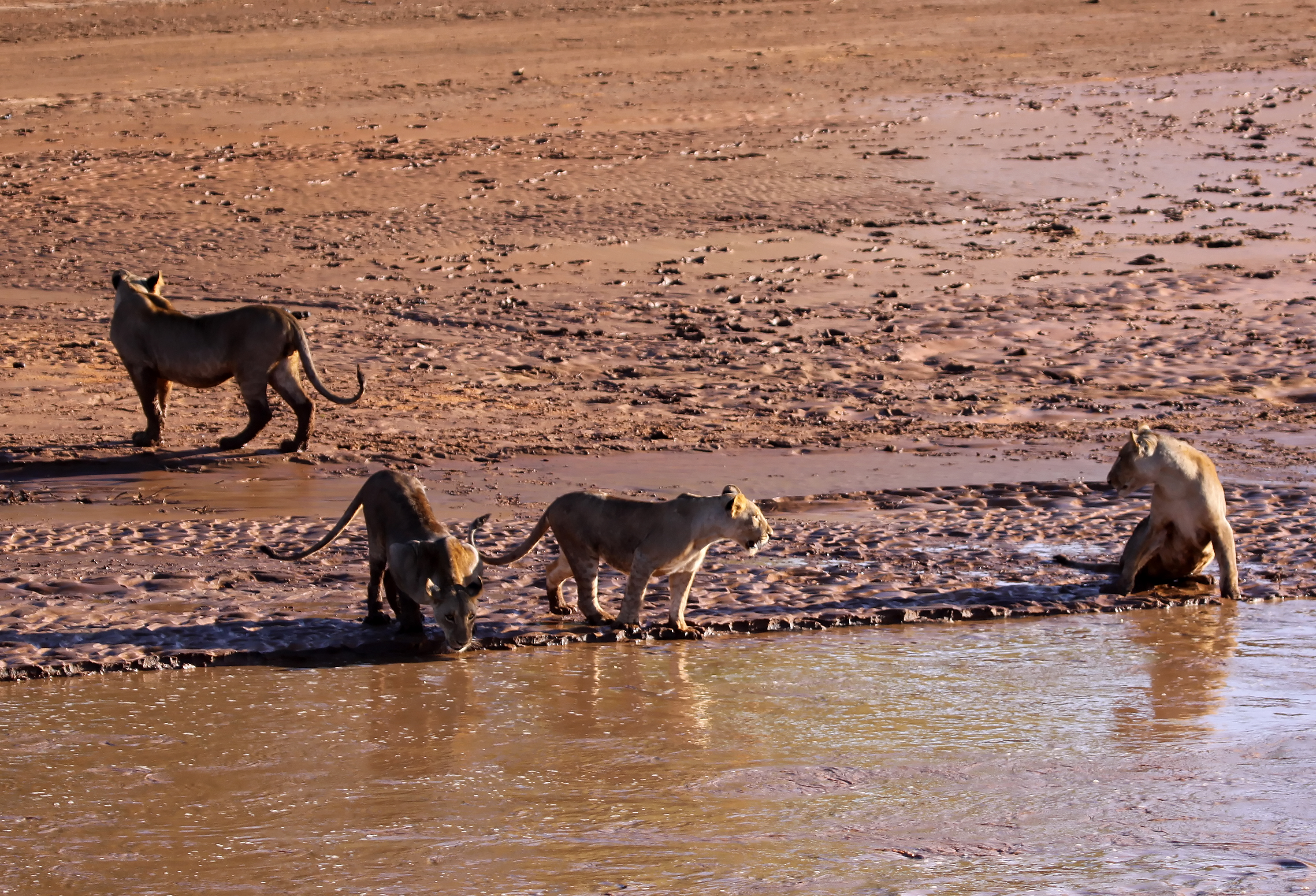
Löwen am Wasserloch
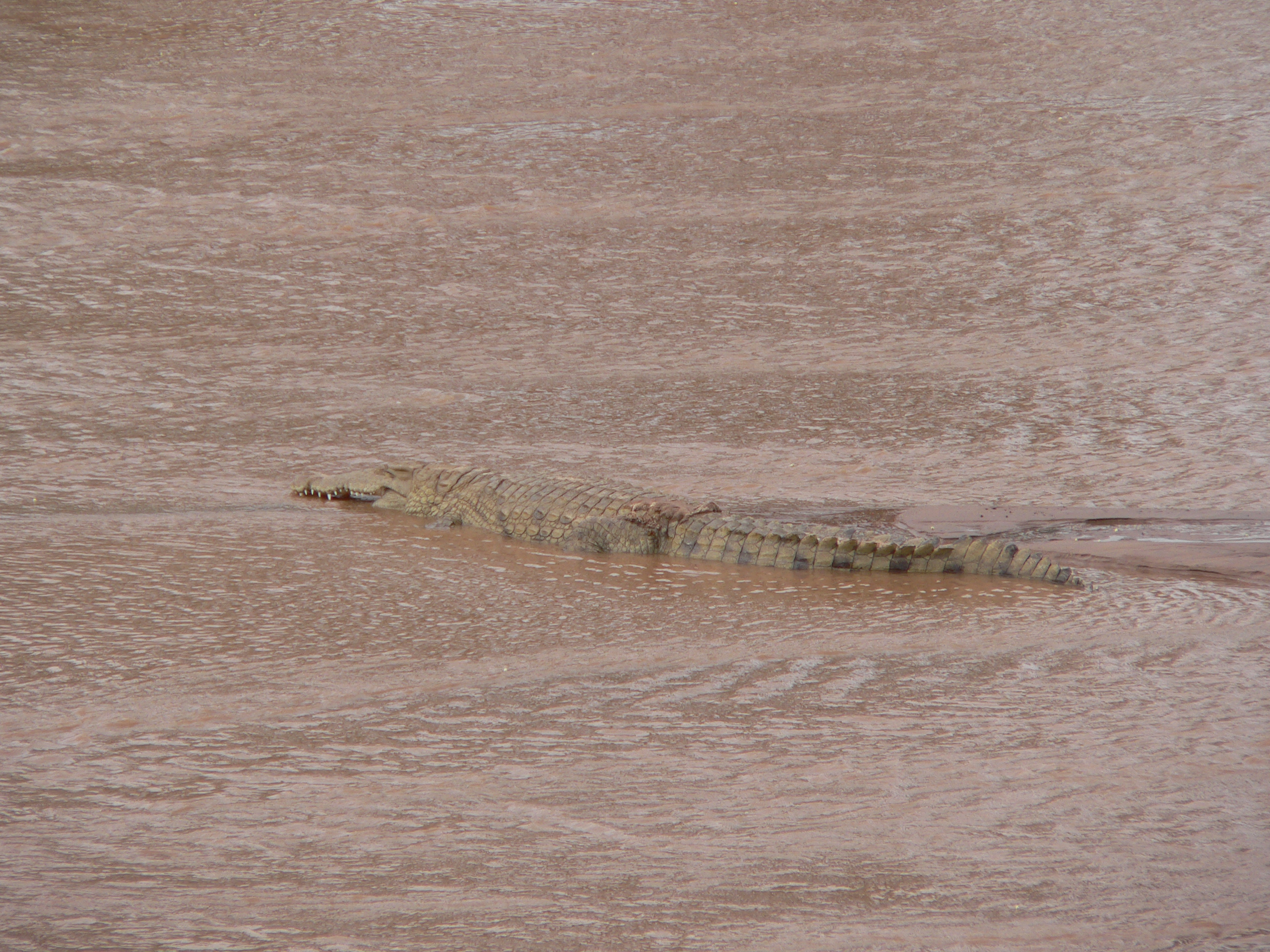
Nilkrokodil
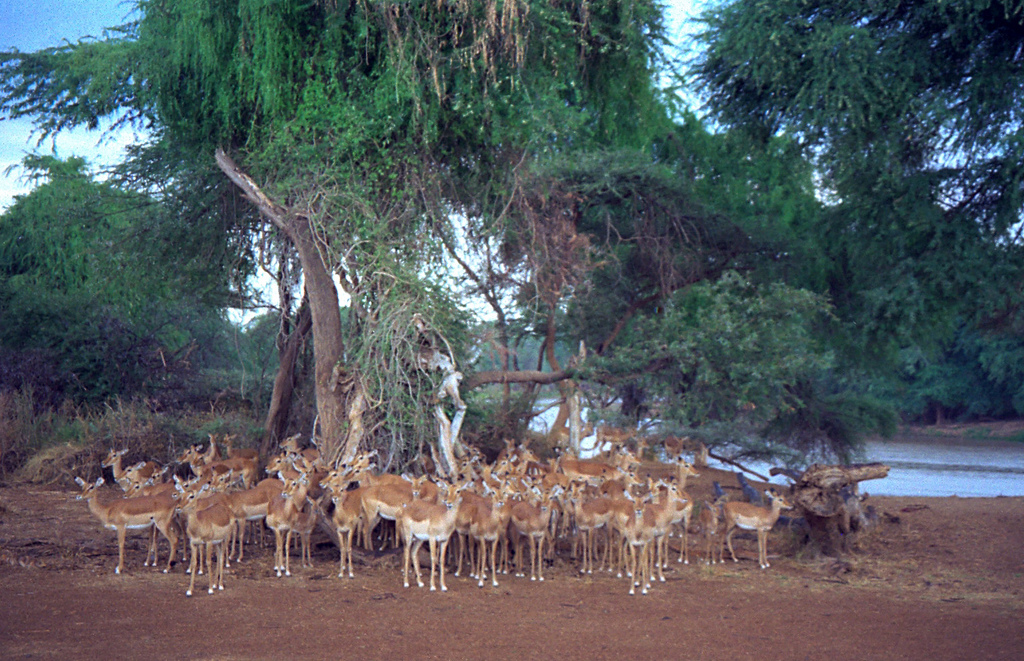
Impalas